# 매들린 스토
매들린 스토(Madeleine Stowe, 1958년 8월 18일 ~ )는 미국의 배우이다. 《숏 컷》(1993)으로 1993년 전미 영화 비평가 협회 여우조연상을 수상했다.

## 출연 작품

### 영화
- 잠복근무 (1987)
  - 잠복근무 2 (1993)
- 3인의 약혼녀 (1989)
- 리벤지 (1990)
- 불륜의 방랑아 (1990)
- 무단 침입 (1992)
- 라스트 모히칸 (1992)
- 숏 컷 (1993)
- 브링크 (1993)
- 차이나 문 (1994)
- 나쁜 여자들 (1994)
- 12 몽키즈 (1995)
- 프로포지션 (1998, The Proposition)
- 플래닝 하트 (1998)
- 장군의 딸 (1999)
- 임포스터 (2001)
- 위 워 솔저스 (2002) - 줄리 무어 역
- 어벤징 안젤로 (2002)
- 옥테인 (2003)

### 텔레비전
- Baretta (1978)
- 어메이징 스파이더맨 (1978)
- 바너비 존스 (1979)
- 초원의 집 (1980)
- 리벤지 (2011-15)
- 12 몽키즈 (2016)
- 웰컴 투 데리 (2025 예정)